# 남원우체국
남원우체국(南原郵遞局)은 과학기술정보통신부 우정사업본부 전북지방우정청 소속의 우편물 취급기관이다.

## 연혁
- 1896년: 우체국 설치
- 2000년 12월 4일 : 집배광역화를 위해 남원시 주천면, 사매면, 대산면, 이백면, 덕과면 우편구역을 남원우체국으로 통합[1]
- 2014년 1월 1일: 우편구역을 다음과 같이 고시[2]

| 배달국         | 배달구역 | 구역번호                                  |
| -------------- | --- | ----------------------------------------- |
| 남원우체국     | 남원시 동지역, 대산면 · 덕과면 · 보절면 · 사매면 · 산동면 · 이백면 · 주생면 · 주천면 (단, 주천면 고기리 · 덕치리는 남원운봉우체국에서 배달) | 55700 ~ 55710 55721 ~ 55783 55794 ~ 55803 |
| 남원운봉우체국 | 운봉읍 · 산내면 · 아영면 · 인월면 · 주천면 고기리 · 덕치리                                                                                  | 55711 ~ 55720 55804 ~ 55805               |
| 남원금지우체국 | 금지면 · 대강면 · 송동면 · 수지면 | 55784 ~ 55793                             |

- 2016년 6월 30일: 남원덕과우체국 별정우체국 지정 해지 및 폐국[3]
- 2016년 9월 1일: 남원주천출장소, 남원수지우체국, 남원송동우체국, 남원아영우체국 점심시간 휴무 시행[4]
- 2017년 3월 1일: 남원산내우체국, 남원대강우체국 점심시간 휴무 시행[5]
- 2017년 8월 14일: 우체국사 신축을 위해 남원산내우체국을 남원시 산내면 대정길 111에서 산내면 천왕봉로 574 임시 청사로 이전[6]

## 관할 우체국
| 우체국명             | 사진 | 주소                                        | 비고                                    |
| -------------------- | ---- | ------------------------------------------- | --------------------------------------- |
| 남원광한루우편취급국 |      | 전북특별자치도 남원시 향단로 29-2 (쌍교동)  |                                         |
| 남원금지우체국       |      | 전북특별자치도 남원시 금지면 택내길 12      |                                         |
| 남원대강우체국       |      | 전북특별자치도 남원시 대강면 섬진로 859-1   | 별정우체국 점심시간 휴무 시행           |
| 남원대산우체국       |      | 전북특별자치도 남원시 대산면 운교2길 16     | 별정우체국                              |
| 남원덕과우체국       |      | 전북특별자치도 남원시 덕과면 덕과로 6       | 2016년 6월 30일 폐국                    |
| 남원도통동우체국     |      | 전북특별자치도 남원시 춘향로 15 (도통동)    |                                         |
| 남원보절우체국       |      | 전북특별자치도 남원시 보절면 보산로 927     |                                         |
| 남원사매우체국       |      | 전북특별자치도 남원시 사매면 덕오로 99      | 별정우체국                              |
| 남원산내우체국       |      | 전북특별자치도 남원시 산내면 천왕봉로 574   | 점심시간 휴무 시행 2017년 8월 14일 이전 |
| 남원산동우체국       |      | 전북특별자치도 남원시 산동면 요천로 2912    |                                         |
| 남원송동우체국       |      | 전북특별자치도 남원시 송동면 송기안길 29-16 | 별정우체국 점심시간 휴무 시행           |
| 남원수지우체국       |      | 전북특별자치도 남원시 수지면 고주로 623     | 별정우체국 점심시간 휴무 시행           |
| 남원아영우체국       |      | 전북특별자치도 남원시 아영면 아백로 343     | 별정우체국 점심시간 휴무 시행           |
| 남원옹정우편취급국   |      | 전북특별자치도 남원시 금지면 요천로 541     |                                         |
| 남원운봉우체국       |      | 전북특별자치도 남원시 운봉읍 운성로 27      |                                         |
| 남원이백우체국       |      | 전북특별자치도 남원시 이백면 이백로 484     | 별정우체국                              |
| 남원인월우체국       |      | 전북특별자치도 남원시 인월면 인월장터로 29  |                                         |
| 남원주생우체국       |      | 전북특별자치도 남원시 주생면 요천로 817     |                                         |
| 남원주천출장소       |      | 전북특별자치도 남원시 주천면 외평2길 25     | 점심시간 휴무 시행                      |
| 남원향교우편취급국   |      | 전북특별자치도 남원시 붕맛1길 35 (향교동)   |                                         |